# Zamek w Bausce
Zamek w Bausce (łot. Bauskas Pils, hist. pol. Zamek w Bowsku) – kompleks składający się z ruin zamku oraz późniejszego pałacu zlokalizowany w mieście Bauska na Łotwie. Zamek znajduje się na niewielkim wzgórzu w widłach rzek Niemenek i Musza w miejscu gdzie dają one początek Lelupie.

## Historia
Budowę zamku inflancka gałąź zakonu krzyżackiego rozpoczęła w latach 1443–1456 za czasów mistrza krajowego Heidenreicha I. W różnym zakresie był rozbudowywany do końca XVI wieku. Zamek stanowił ostatnią fortecę wybudowaną przez zakon dla ochrony granic pomiędzy Liwonią i Litwą oraz w celu kontroli handlu pomiędzy Litwą i Rygą.
W latach 1561–1562 zamek stał się własnością arcybiskupa Rygi Wilhelma Hohenzollerna a po sekularyzacji zakonu krzyżackiego w Inflantach w 1562 zamek został siedzibą książąt Kurlandii i Semigalii, będących od 1562 roku lennikami króla Zygmunta Augusta. Pod koniec XVI wieku Gotthard Kettler przebudował i rozbudował zamek zamieniając go w ufortyfikowaną manierystyczną rezydencję. W 1587 książę przeniósł się na stałe do zamku, który od tej pory stanowił siedzibę księstwa aż do 1596, kiedy to zgodnie z wolą księcia Gottharda księstwo zostało podzielone pomiędzy jego synów Fryderyka i Wilhelma a siedzibę księstwa Semigalii przeniesiono do Mitawy.
Latem 1625 w trakcie wojny polsko-szwedzkiej zamek opanował Gustaw II Adolf dzięki zdrajcy, który poinformował o niebronionym oknie w piwnicy. Żołnierze szwedzcy wtargnęli do zamku i bez trudu go opanowali, gdyż garnizon liczył 30 osób (w tym 18 chorych). W czasie tego ataku starosta bowski Butler został zabity. Do chwili zawarcia pokoju oliwskiego w 1660 zamek przechodził z rąk do rąk pomiędzy Polską i Szwecją, co potęgowało jego destrukcję. Ostatecznie w 1706 w czasie III wojny północnej zarówno zamek, jak i pałac zostały wysadzone i od tego czasu pozostając niezamieszkane popadały w ruinę.

Obecnie ze średniowiecznej siedziby zakonu kawalerów mieczowych pozostały ruiny, natomiast renesansowy pałac, którego odbudowę rozpoczęto w 1973, został w pełni odrestaurowany. W 1990 założono Muzeum Zamkowe, którego celem jest renowacja i konserwacja zabytku oraz jego udostępnianie turystom. Oprócz wystawy stałej poświęconej historii zamku zwiedzającym udostępniono zbiór pochodzący z wykopalisk archeologicznych obejmujący ok. 5500 artefaktów. 

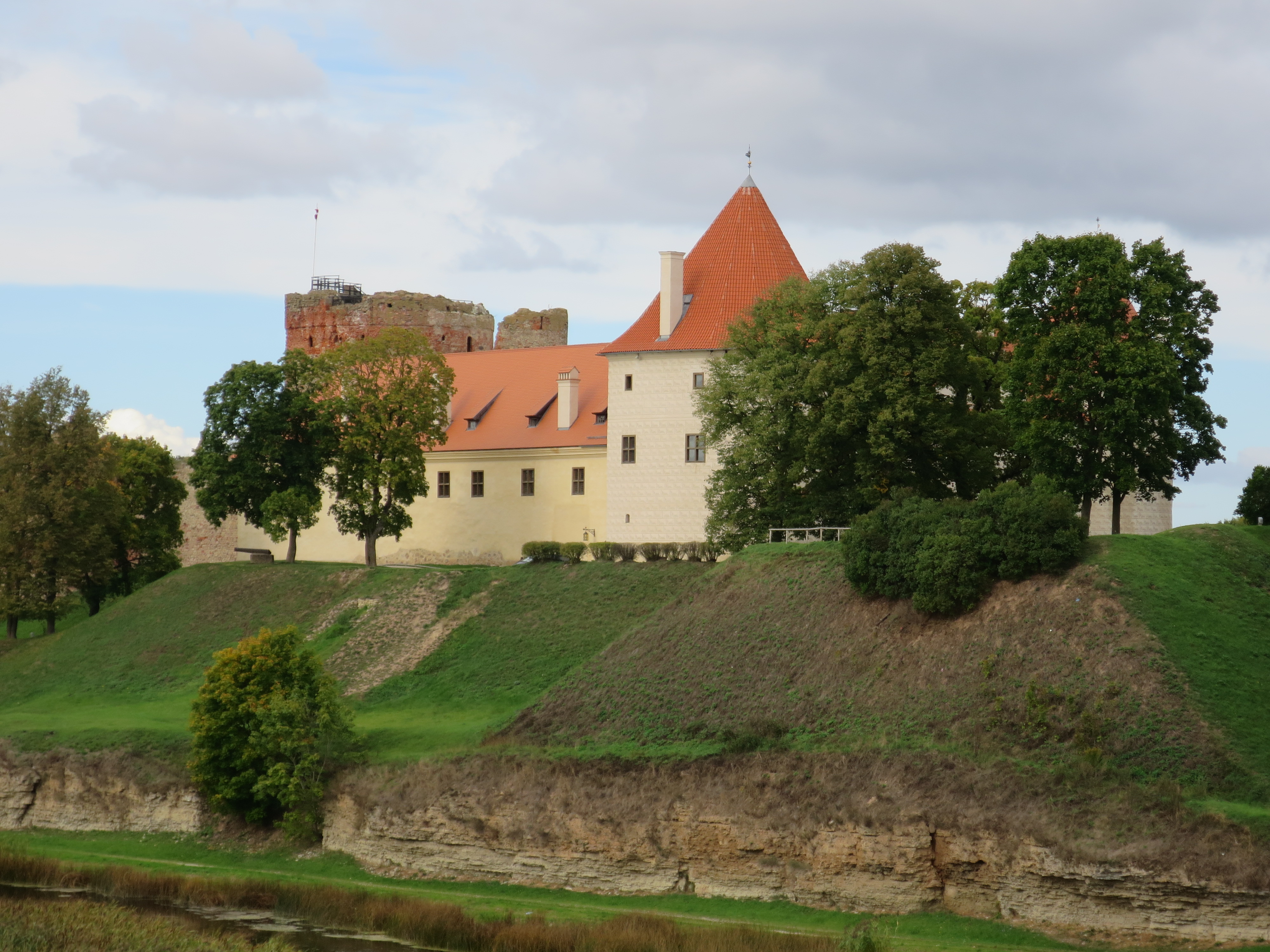
Zamek w Bowsku
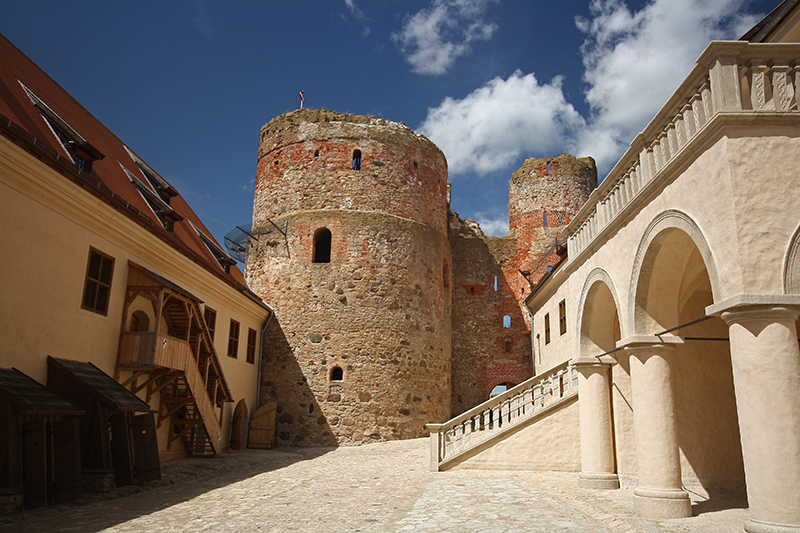
Zamek w Bowsku. Wieża Główna.
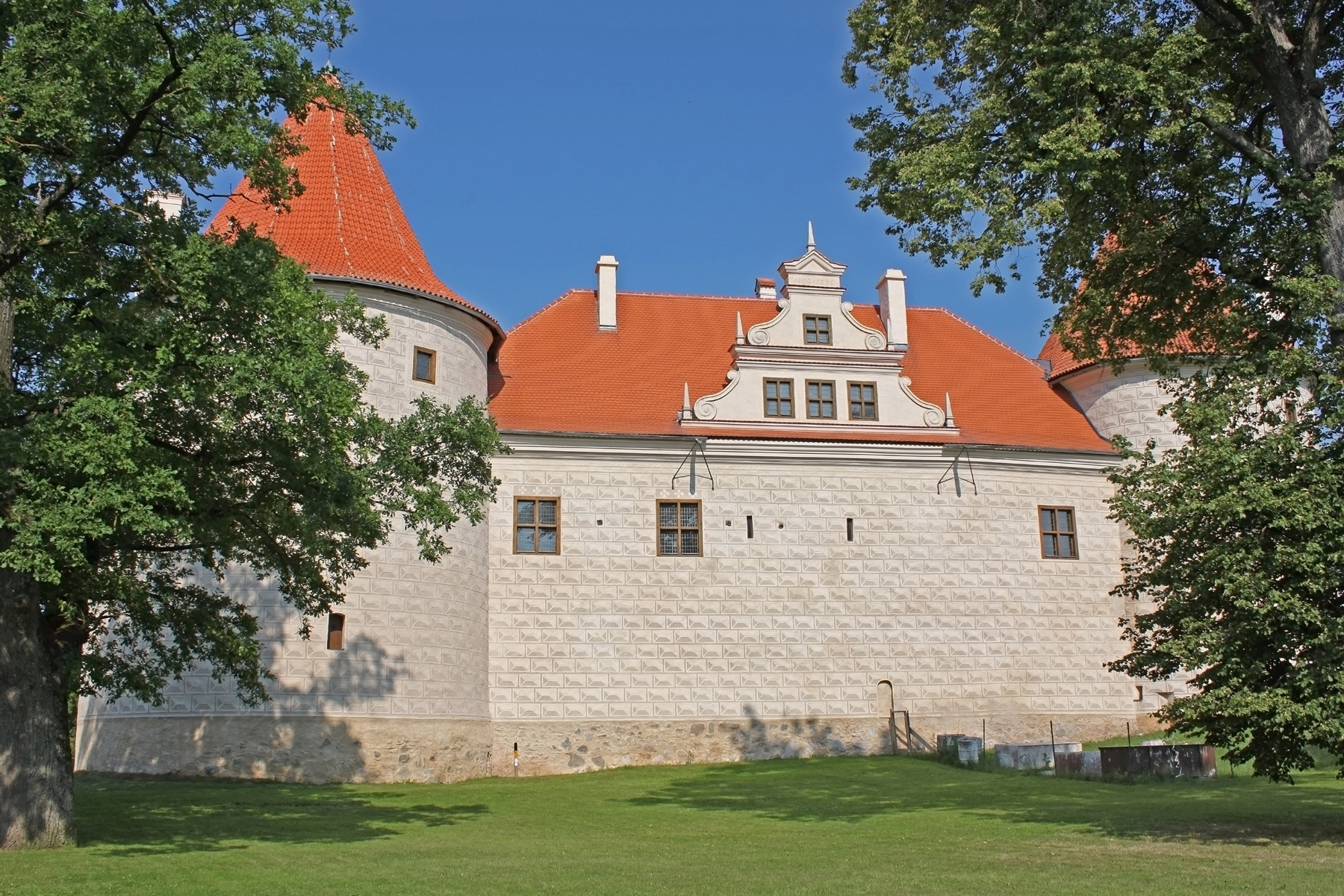
Zamek w Bowsku (część pałacowa)
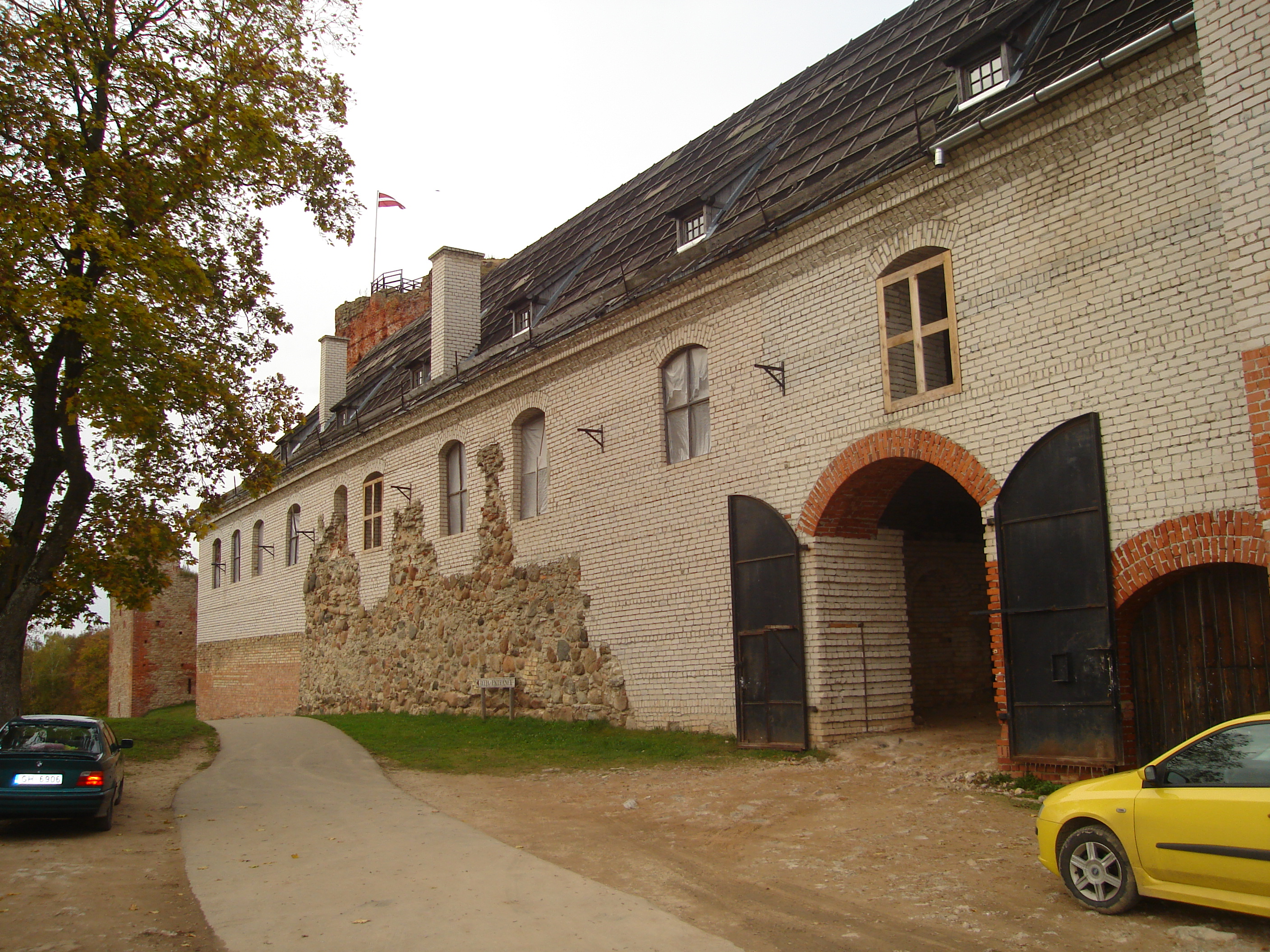
Zamek w Bowsku - wejście główne
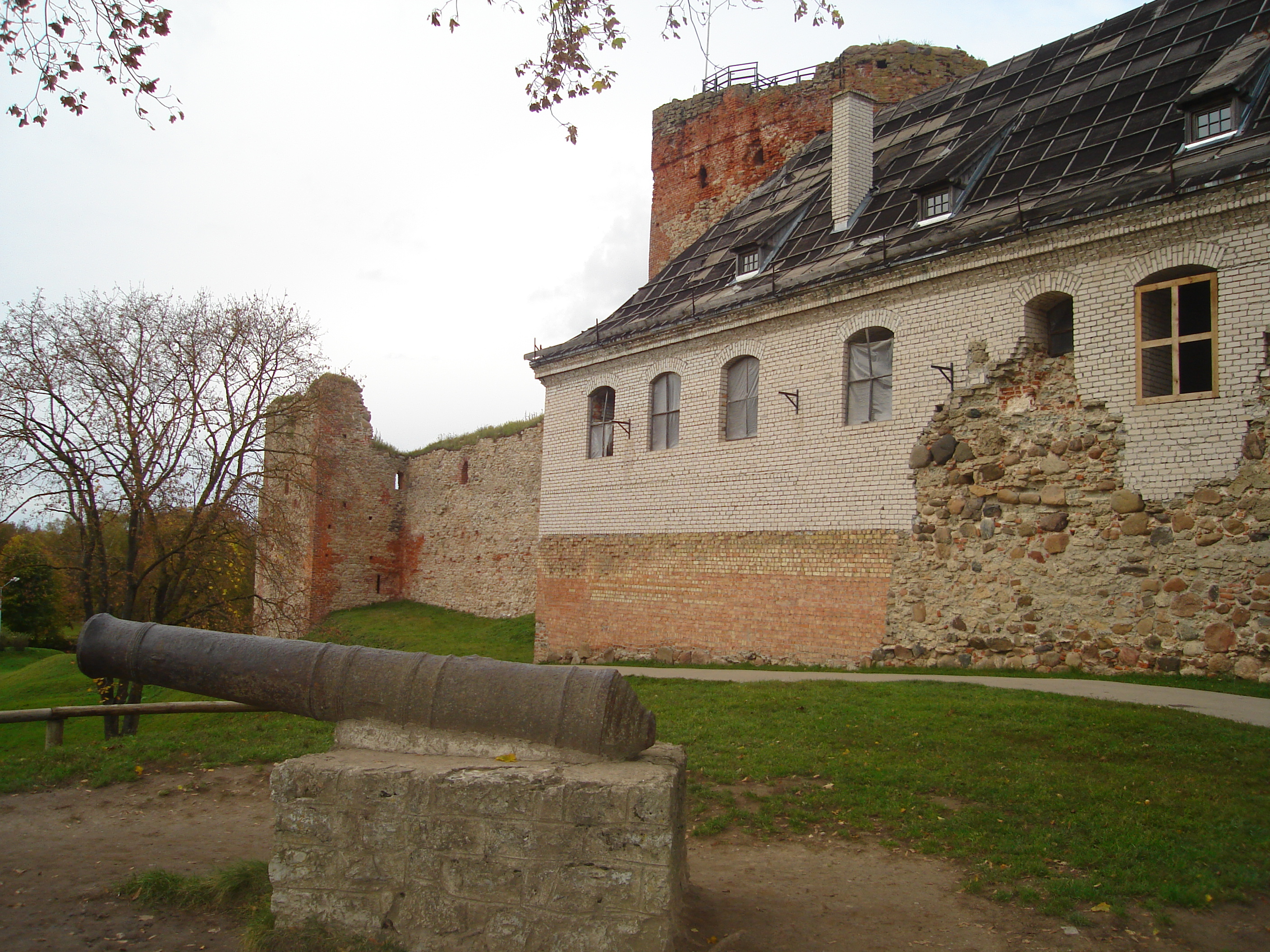
Zamek w Bowsku - fragmenty zamku i pałacu